# Chiesa di Kittilä
La chiesa di Kittilä è la parrocchiale di Kittilä, in Lapponia e nella diocesi di Oulu; fa parte del decanato della Lapponia.

## Storia
La chiesa fu completata nel 1831 su progetto di Johann Carl Ludwig Engel. Ci sono circa 550 posti a sedere. La chiesa fu originariamente costruita come una chiesa lunga, ma fu ampliata in una chiesa a croce secondo i progetti di Julius Basilier nel 1886–1887, quando fu rialzata anche la torre. L'interno della chiesa è del 1986.
La chiesa è uno dei pochi edifici del villaggio sopravvissuti all'incendio doloso dei tedeschi in ritirata durante la guerra della Lapponia del 1944-1945, ed è l'edificio più antico sopravvissuto a Kittilä. Aatami Lantto fu capomastro della chiesa quasi fino al suo completamento, e dopo la sua morte Johan Jäneslampi continuò i lavori.
La chiesa ha una pala d'altare con Gesù sulla croce dipinta da Johan Gustav Hedman nel 1831 (pittura a olio su tela 267 × 205 cm). È stata donata da Johan Abraham Stjernschantz, governatore della contea di Oulu.
La parrocchia (Kittilän seurakunta) fu fondata nel 1854. Il suo territorio coincide con quello del comune. I battezzati sono 4.549, ossia il 68% degli abitanti.